# Let's Get Married
«Let's Get Married» es una canción del músico estadounidense Al Green, publicada en marzo de 1974 como el segundo y último sencillo de su séptimo álbum de estudio, Livin' for You (1973).

## Recepción de la crítica
Un escritor no especificado de Record World le otorgó el certificado de “Hit of the Week”, y señaló que «Let's Get Married» fue “creada con funk y delicadeza”. Un escritor no especificado de la revista Cash Box elogió “la potente interpretación habitual de Al”, y describió «Let's Get Married» como “una canción súper conmovedora”. Un escritor no especificado de la revista Billboard indicó que mensaje de la canción, esta “hecho con entusiasmo y simplicidad”.

## Lista de canciones
Todas las canciones escritas y compuestas por Al Green.
1. «Let's Get Married» – 3:16
2. «So Good to Be Here» – 2:40

## Posicionamiento

### Gráfica semanal
| Gráfica (1974)                              | Pico de posición |
| ------------------------------------------- | ---------------- |
| Canadá (RPM Top Singles)                    | 55               |
| Estados Unidos (Billboard Hot 100)          | 32               |
| Estados Unidos (Billboard Hot Soul Singles) | 3                |
| Estados Unidos (Cash Box Top 100 Singles)   | 21               |
| Estados Unidos (Cash Box R&B Top 70)        | 3                |

### Gráfica de fin de año
| Gráfica (1974)                              | Pico de posición |
| ------------------------------------------- | ---------------- |
| Estados Unidos (Billboard Hot Soul Singles) | 28               |
| Estados Unidos (Cash Box R&B Top 70)        | 22               |